# Ерпорт Роуд Адишон (Тексас)
Ерпорт Роуд Адишон (енгл. Airport Road Addition) насељено је место без административног статуса у америчкој савезној држави Тексас.

## Демографија
По попису из 2010. године број становника је 93, што је 39 (-29,5%) становника мање него 2000. године.
| Група             | 2000.       | 2010.      |
| Белци             | 12 (9,1%)   | 11 (11,8%) |
| Афроамериканци    | 1 (0,8%)    | 0 (0,0%)   |
| Азијати           | 0 (0,0%)    | 0 (0,0%)   |
| Хиспаноамериканци | 119 (90,2%) | 82 (88,2%) |
| Укупно            | 132         | 93         |